# Habushu

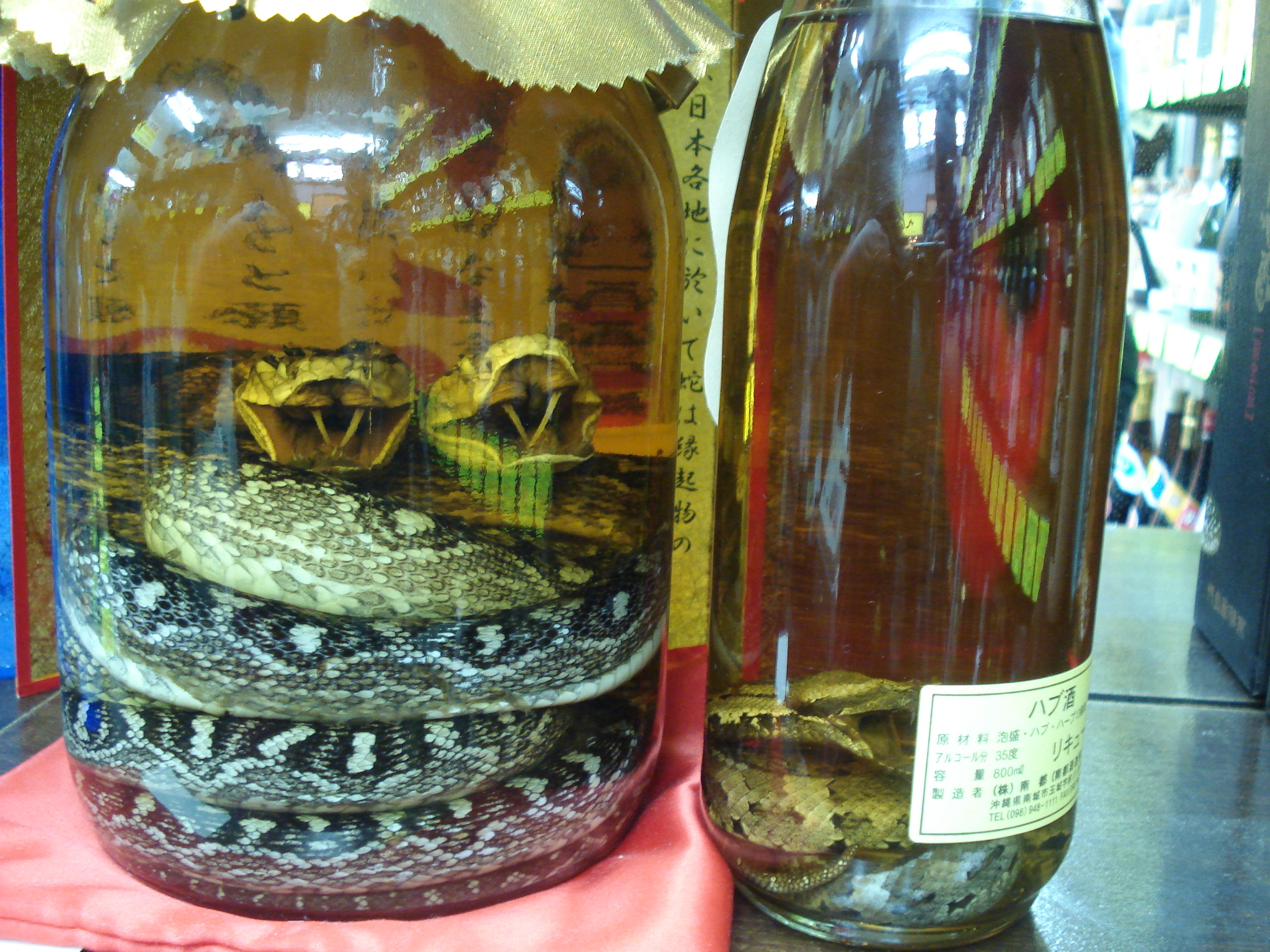
Crótalos dentro de una botella de habushu.

El habushu (ハブ酒?) es un licor a base de awamori fabricado en la prefectura de Okinawa, Japón. Primero se mezcla el awamori con diversas hierbas y miel, lo que le da al líquido claro un tono amarillo. Entonces se añade un crótalo en el líquido y se almacena hasta su consumo. Algunos creen que el crótalo da propiedades medicinales. Algunas marcas de habushu vienen con la serpiente todavía dentro de la botella. Hay dos formas de añadir la serpiente al alcohol: la primera es simplemente sumergirla y sellar la botella, ahogando así al animal; mientras la otra consiste en ponerla sobre hielo hasta que muera, destripándola, desangrándola y consiéndola, descongelándola entonces y sumergiéndola rápidamente en la botella de habushu. Se cree que la retirada de los intestinos de la serpiente atenúa el particularmente desagradable olor de esta bebida.